# Leucon (Leucon) nathorsti
Leucon (Leucon) nathorsti is een zeekommasoort uit de familie van de Leuconidae. De wetenschappelijke naam van de soort is voor het eerst geldig gepubliceerd in 1901 door Ohlin.